# Godineștii de Sus
Godineștii de Sus – wieś w Rumunii, w okręgu Bacău, w gminie Vultureni. W 2011 roku liczyła 82 mieszkańców.